# Viktor Asmajev
Viktor Asmajev, född den 16 november 1947 i Rostov-na-Donu i Ryssland, död 12 oktober 2002, var en sovjetisk ryttare.
Han tog OS-guld i lagtävlingen i hoppningen i samband med de olympiska ridsporttävlingarna 1980 i Moskva.